# Swirler

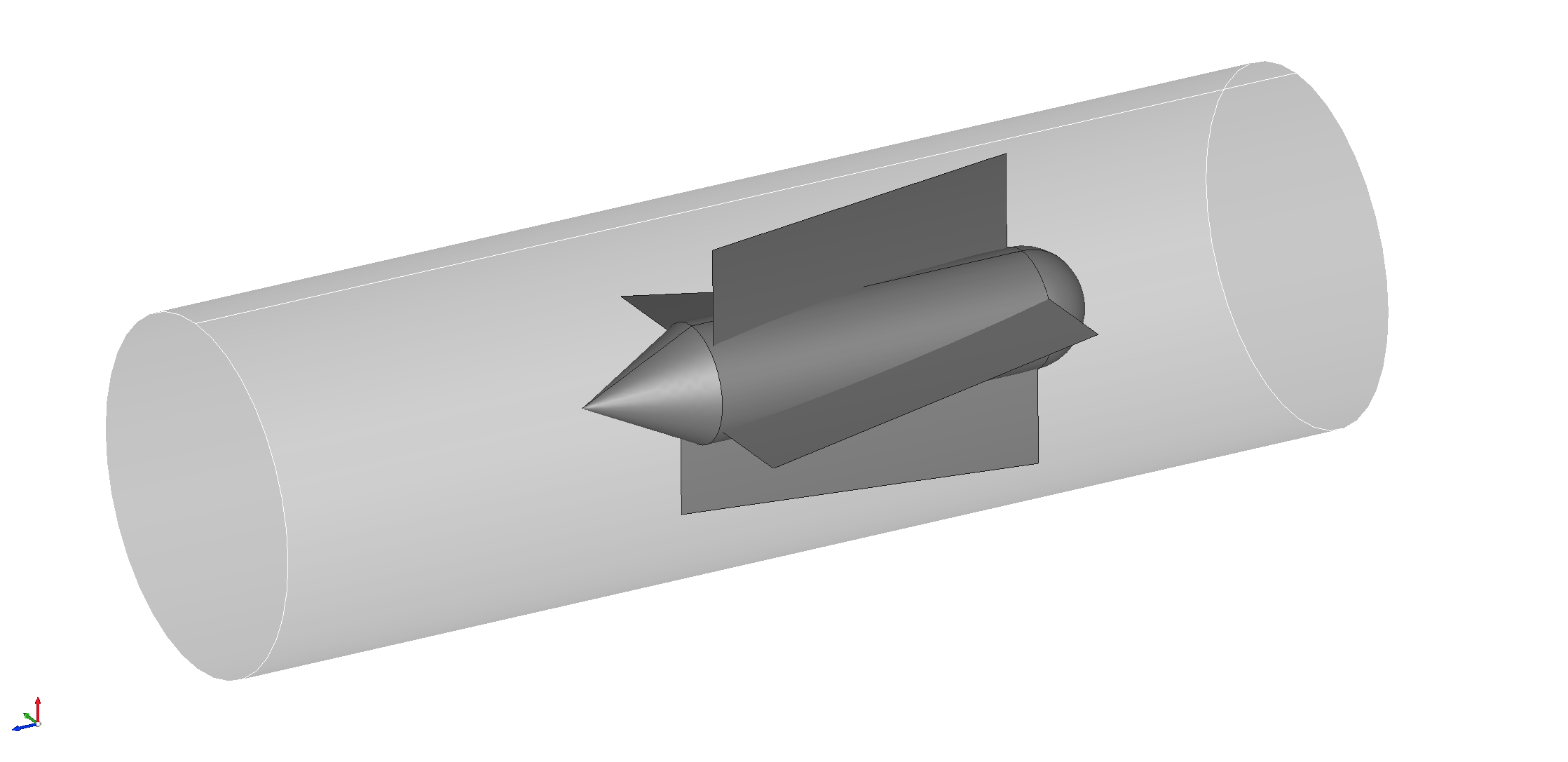
Exemple de swirler à 4 pâles inséré dans une conduite circulaire.

Un swirler est un type de mélangeur statique qui génère un écoulement tournant. Il peut être installé dans des écoulements mono ou multi-phases pour des gaz, des liquides ou des particules solides.

## Utilisation
Il est utilisé pour améliorer les performances des systèmes de combustion comme les turbines à gaz. Le swirler permet de favoriser le mélange des gaz à l'intérieur de la turbine. Les brûleurs de type swirler peuvent aussi résoudre les problèmes de condensation des hydrocarbures liquides.
Il peut aussi être utilisé pour améliorer les transferts thermiques dans un échangeur de chaleur tubulaire. L'effet du swirler est caractérisé par le nombre de swirl. L'inconvénient de ce dispositif est de créer une perte de pression dans l'installation. Ces pertes de pression sont liées à une augmentation des contraintes pariétales en aval du swirler,. Les performances du swirler peuvent être évaluées avec le facteur d'amélioration thermique η qui permet de comparer deux configurations différentes pour une même puissance de pompage. Il est défini par :
{\displaystyle \eta =({Nu \over Nu_{ref}})_{PP^{+}}}
avec :
- Nu nombre de Nusselt
- Nuref nombre de Nusselt de la configuration de référence
- PP+ puissance de pompage sans dimension

## Géométrie
La forme du swirler dépend d'un ensemble de contraintes liées à son utilisation. Il est souvent constitué d'un support sur lequel sont attachées un nombre variable de pâles ou ailettes ou plus simplement d'un ruban hélicoïdal. 

## Nombre de swirl géométrique
Le nombre de swirl géométrique Sy caractérise les swirler en forme de rubans hélicoïdaux. Il est défini par :
{\displaystyle S_{y}={Re_{s} \over {\sqrt {y}}}}
avec :
- Res nombre de Reynolds de swirl défini par {\displaystyle \rho U_{s}d \over \mu }
- y pas hélicoïdal sans dimension de la torsion du ruban
- ρ masse volumique (kg m−3)
- Us vitesse de swirl défini par {\displaystyle U_{b}\left[1+\left({\pi  \over 2y}\right)^{2}\right]^{1/2}} (m/s)
- d diamètre hydraulique (m)
- μ viscosité dynamique (Pa s)
- Ub vitesse moyenne débitante de l'écoulement (m/s)